# Varice du visage
 (novembre 2010).
Si vous disposez d'ouvrages ou d'articles de référence ou si vous connaissez des sites web de qualité traitant du thème abordé ici, merci de compléter l'article en donnant les références utiles à sa vérifiabilité et en les liant à la section « Notes et références ».
Une varice du visage peut être une gêne esthétique importante et est parfois douloureuse.

## Siège des varices du visage
Les varices du visage peuvent siéger au niveau du pourtour de l'œil, sur les joues, sur les tempes ou sur le front.

## Traitement
La chirurgie est le seul traitement adapté aux varices du visage.
La chirurgie des varices du visage doit[réf. nécessaire] être pratiquée par un chirurgien vasculaire spécialisé dans le traitement des varices et habitué aux règles de la chirurgie esthétique.
Cette chirurgie des varices sera douce, atraumatique, sous anesthésie locale par tumescence, par des micro-incisions de moins d'un millimètre (invisibles au bout de quelques semaines). L'opération sur les varices du visage est pratiquée sans saignement ; des « stéristrips » sont placés sur les « mini-incisions ». Il n'y a pas d'hématome, seule une ecchymose ou un « bleu » est toujours constaté. L'opération des varices du visage se pratique en chirurgie sans hospitalisation.